# سولومون نونيز كارفاليو
سولومون نونيز كارفاليو (بالإنجليزية: Solomon Nunes Carvalho)‏ هو رسام ومصور أمريكي، ولد في 27 أبريل 1815 في تشارلستون في الولايات المتحدة، وتوفي في 27 مايو 1897 في بليسانتفيل في الولايات المتحدة.